# Åkerby Skulpturpark

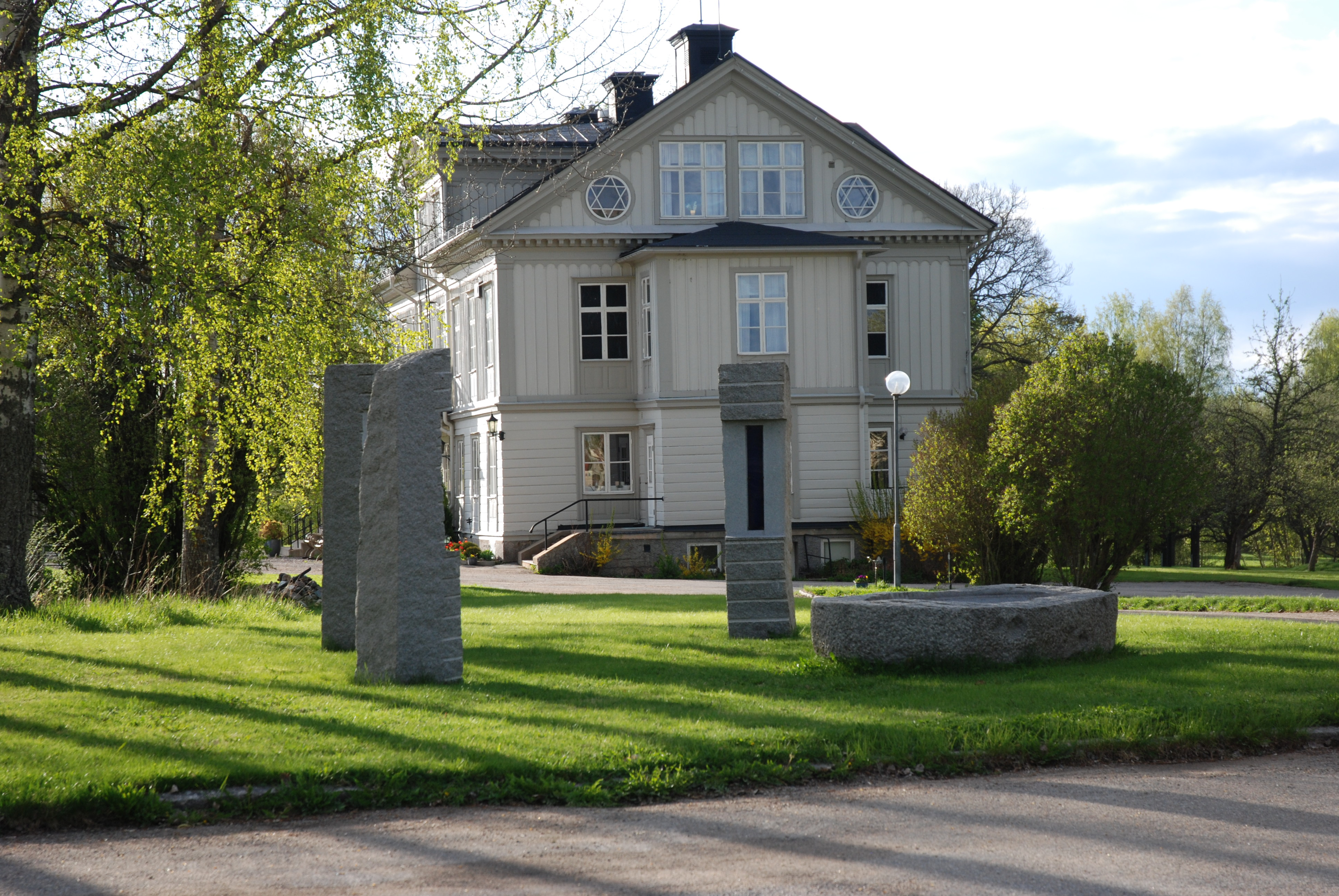
Åkerby beeldenpark

Het Åkerby skulpturpark is een beeldenpark voor moderne en hedendaagse beeldhouwkunst in Åkerby Herrgård in Midden-Zweden.
Het park, met een oppervlakte van 6 hectare, is gelegen aan het Fåsjönstrand ten noorden van de stad Nora in de streek Västmanland in de provincie Örebro. In het park bevinden zich 132 sculpturen, installaties en land art projecten (stand per 2010), waarmee het park het grootste beeldenpark van Zweden is.
Tot de deelnemende beeldhouwers behoren Zweedse (onder anderen Richard Brixel met Mona uit 1987 en Fredrik Vretman met Goa Trans) en internationale beeldhouwers.

## Fotogalerij

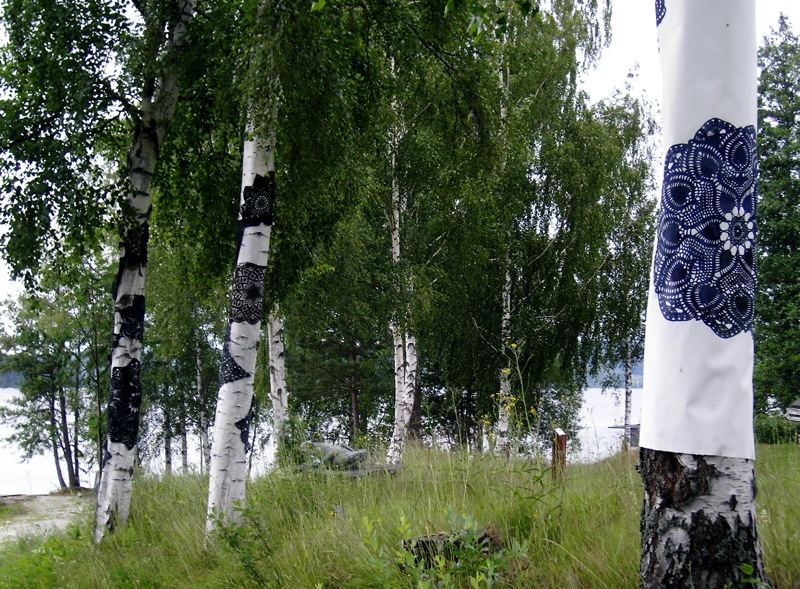
Het beeldenpark
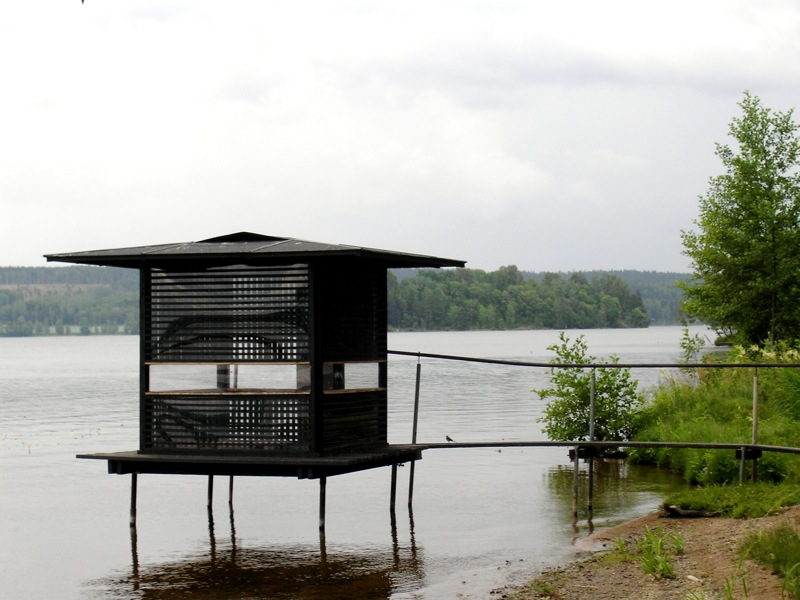
Een installatie
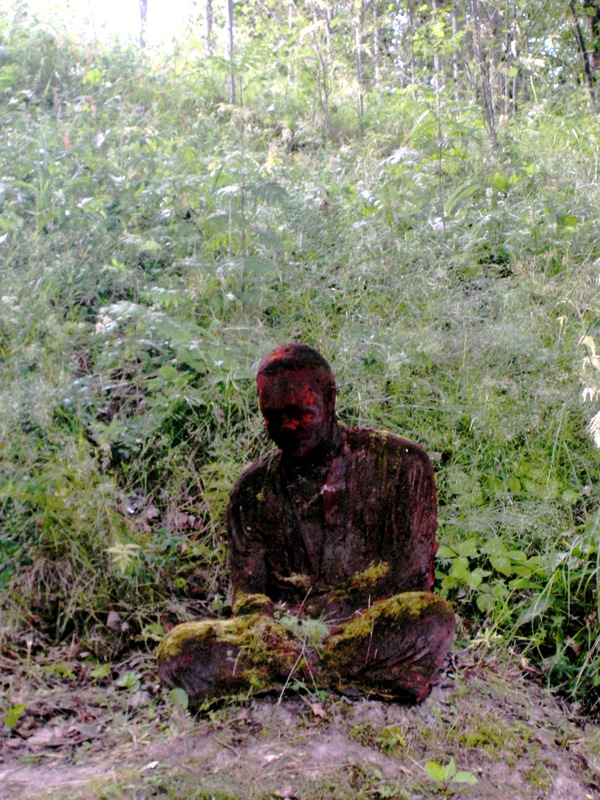
Goa Trans van Fredrik Vretman